# Зажигательный бак

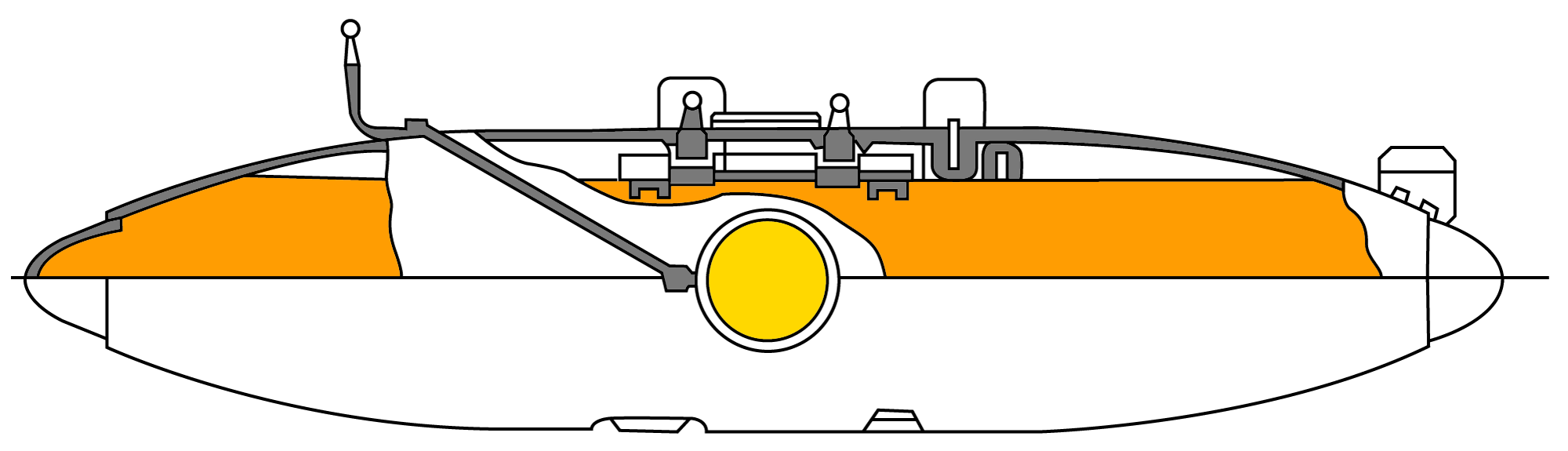
Схема устройства зажигательного бака
Патрон с фосфором
Огнесмесь
Корпус

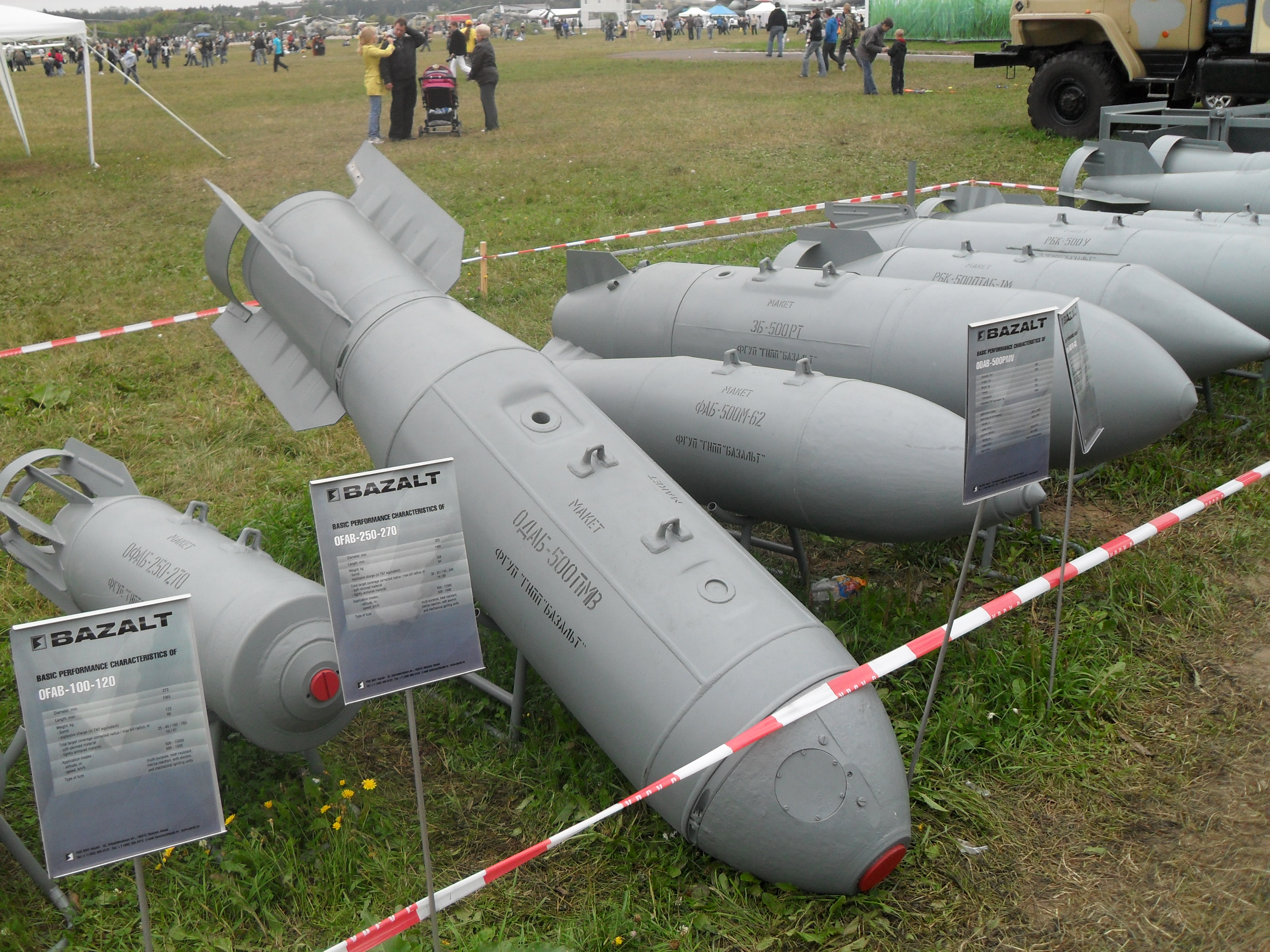
Макеты российских авиационных бомб на выставке МАКС-2009. Четвёртый слева боеприпас — зажигательный бак ЗБ-500РТ

Зажигательный бак (ЗБ) — авиационный боеприпас с вязкой огнесмесью, используемый для поражения живой силы и военной техники противника, а также для создания очагов пожаров, разновидность зажигательной авиабомбы, предназначенный для применения исключительно с низких высот.
Конструктивно представляет собой тонкостенный резервуар сигарообразной формы, обычно без стабилизаторов (либо со стабилизаторами небольшого размера), выполненный из алюминиевого сплава либо стали. 
Снаряжается загущённой зажигательной смесью и не несёт заряда взрывчатого вещества. 
Зажигательный бак легко разбивается при ударе о поверхность, расплёскивая огнесмесь, которая поджигается специальным патроном-воспламенителем.

## В массовой культуре
Сцена применения зажигательного бака, снаряжённого напалмом, управляемым советским экипажем трофейным американским вертолётом UH-1N Twin Huey присутствует в кинофильме 1985 года «Рэмбо: Первая кровь 2» (её описание фигурирует также в тексте новеллизации фильма). При этом следует отметить, что сцена изображена весьма условно — так, «советский» зажигательный бак имеет цилиндрическую форму, а не сигарообразную, и подвешен поперёк корпуса машины.